# Grup de la calcantita
El grup de la calcantita és un grup de minerals de la classe dels sulfats. Està format per cinc espècies: belogubita, calcantita, jôkokuïta, pentahidrita i sideròtil. Gairebé totes tenen una fórmula química que segueix el patró M2+SO₄·5H₂O, on M pot ser magnesi, manganès, ferro o coure. També se sap que existeixen selenats sintètics isotípics que en podrien formar part si es trobessin en estat natural. Totes aquestes espècies cristal·litzen en el sistema triclínic.
| Espècie      | Fórmula          |
| ------------ | ---------------- |
| Belogubita   | CuZn(SO₄)₂·10H₂O |
| Calcantita   | CuSO₄·5H₂O       |
| Jôkokuïta    | MnSO₄·5H₂O       |
| Pentahidrita | MgSO₄·5H₂O       |
| Sideròtil    | FeSO₄·5H₂O       |

Segons la classificació de Nickel-Strunz els minerals d'aquest grup pertanyen a «07.CB: Sulfats (selenats, etc.) sense anions addicionals, amb H₂O, amb cations de mida mitjana“ juntament amb els següents minerals: dwornikita, gunningita, kieserita, poitevinita, szmikita, szomolnokita, cobaltkieserita, sanderita, bonattita, aplowita, boyleïta, ilesita, rozenita, starkeyita, drobecita, cranswickita, moorhouseïta, niquelhexahidrita, retgersita, bieberita, boothita, mal·lardita, melanterita, zincmelanterita, alpersita, epsomita, goslarita, morenosita, alunògen, metaalunògen, aluminocoquimbita, coquimbita, paracoquimbita, romboclasa, kornelita, quenstedtita, lausenita, lishizhenita, römerita, ransomita, apjohnita, bilinita, dietrichita, halotriquita, pickeringita, redingtonita, wupatkiïta i meridianiïta.